# (10204) Turing
(10204) Turing (1997 PK1) – planetoida z pasa głównego asteroid okrążająca Słońce w ciągu 4,69 lat w średniej odległości 2,8 j.a. Odkryta 1 sierpnia 1997 roku.